# 高山摺粉蝨
高山摺粉蝨（学名：Aleurotrachelus alpinus）为粉蝨科摺粉蝨屬下的一个种。